# Montebourg
Montebourg és un municipi francès situat al departament de la Manche i a la regió de Normandia. L'any 2007 tenia 2.084 habitants.

## Demografia

### Població
El 2007 la població de fet de Montebourg era de 2.084 persones. Hi havia 880 famílies de les quals 337 eren unipersonals (90 homes vivint sols i 247 dones vivint soles), 252 parelles sense fills, 200 parelles amb fills i 91 famílies monoparentals amb fills.
La població ha evolucionat segons el següent gràfic:
Habitants censats

### Habitatges
El 2007 hi havia 1.014 habitatges, 887 eren l'habitatge principal de la família, 31 eren segones residències i 96 estaven desocupats. 773 eren cases i 231 eren apartaments. Dels 887 habitatges principals, 351 estaven ocupats pels seus propietaris, 520 estaven llogats i ocupats pels llogaters i 17 estaven cedits a títol gratuït; 57 tenien una cambra, 77 en tenien dues, 212 en tenien tres, 237 en tenien quatre i 305 en tenien cinc o més. 503 habitatges disposaven pel capbaix d'una plaça de pàrquing. A 442 habitatges hi havia un automòbil i a 224 n'hi havia dos o més.

### Piràmide de població
La piràmide de població per edats i sexe el 2009 era:
| Homes | Edats   | Dones |
| ----- | ------- | ----- |
| 0     | 95 o +  | 12    |
| 0     | 90 a 94 | 32    |
| 20    | 85 a 89 | 56    |
| 12    | 80 a 84 | 40    |
| 48    | 75 a 79 | 72    |
| 44    | 70 a 74 | 76    |
| 44    | 65 a 69 | 64    |
| 40    | 60 a 64 | 36    |
| 28    | 55 a 59 | 28    |
| 68    | 50 a 54 | 48    |
| 56    | 45 a 49 | 40    |
| 60    | 40 a 44 | 52    |
| 72    | 35 a 39 | 56    |
| 88    | 30 a 34 | 64    |
| 76    | 25 a 29 | 92    |
| 52    | 20 a 24 | 64    |
| 92    | 15 a 19 | 28    |
| 84    | 10 a 14 | 48    |
| 64    | 5 a 9   | 40    |
| 72    | 0 a 4   | 56    |

## Economia
El 2007 la població en edat de treballar era de 1.172 persones, 852 eren actives i 320 eren inactives. De les 852 persones actives 757 estaven ocupades (438 homes i 319 dones) i 94 estaven aturades (34 homes i 60 dones). De les 320 persones inactives 97 estaven jubilades, 112 estaven estudiant i 111 estaven classificades com a «altres inactius».

### Ingressos
El 2009 a Montebourg hi havia 912 unitats fiscals que integraven 1.949 persones, la mediana anual d'ingressos fiscals per persona era de 14.041 €.

### Activitats econòmiques
Dels 116 establiments que hi havia el 2007, 3 eren d'empreses extractives, 7 d'empreses alimentàries, 3 d'empreses de fabricació de material elèctric, 5 d'empreses de fabricació d'altres productes industrials, 12 d'empreses de construcció, 35 d'empreses de comerç i reparació d'automòbils, 4 d'empreses de transport, 7 d'empreses d'hostatgeria i restauració, 1 d'una empresa d'informació i comunicació, 6 d'empreses financeres, 4 d'empreses immobiliàries, 9 d'empreses de serveis, 16 d'entitats de l'administració pública i 4 d'empreses classificades com a «altres activitats de serveis».
Dels 28 establiments de servei als particulars que hi havia el 2009, 1 era una oficina d'administració d'Hisenda pública, 1 gendarmeria, 1 oficina de correu, 3 oficines bancàries, 2 tallers de reparació d'automòbils i de material agrícola, 1 autoescola, 1 paleta, 1 guixaire pintor, 2 fusteries, 4 lampisteries, 2 electricistes, 3 perruqueries, 1 veterinari, 2 restaurants, 2 agències immobiliàries i 1 saló de bellesa.
Dels 27 establiments comercials que hi havia el 2009, 1 era un hipermercat, 3 botiges de menys de 120 m², 5 fleques, 6 carnisseries, 1 una botiga de congelats, 2 botigues de roba, 1 una botiga d'equipament de la llar, 1 una sabateria, 1 una botiga de mobles, 1 una botiga de material esportiu, 2 drogueries i 3 floristeries.
L'any 2000 a Montebourg hi havia 12 explotacions agrícoles que ocupaven un total de 462 hectàrees.

## Equipaments sanitaris i escolars
El 2009 hi havia 2 farmàcies i 1 ambulància.
El 2009 hi havia 1 escola maternal i 2 escoles elementals. Montebourg disposava de 2 col·legis d'educació secundària amb 343 alumnes.

## Poblacions més properes
El següent diagrama mostra les poblacions més properes.